# Kigeli V del Ruanda
Kigeli V del Ruanda (nome battesimale Jean-Baptiste Ndahindurwa; Kamembe, 29 giugno 1936 – Washington, 16 ottobre 2016) è stato l'ultimo re del Ruanda dal 1959 al 1961.

## Biografia

### Infanzia ed educazione

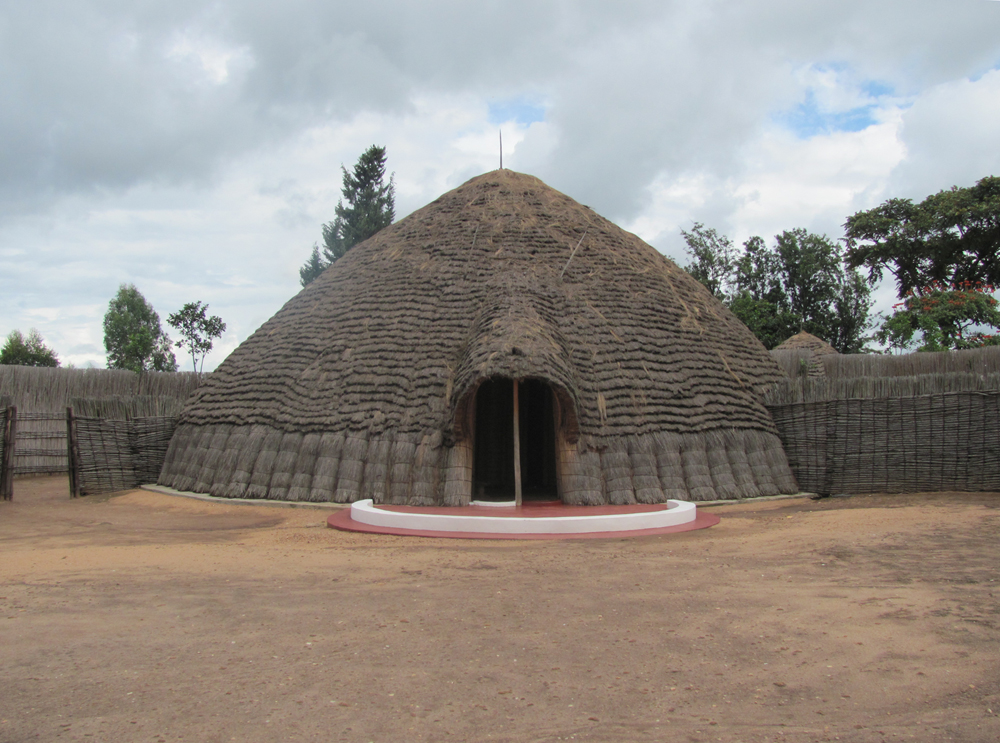
L'antico palazzo reale di Nyanza

Kigeli V nacque a Kamembe nel 1936, figlio di Yuhi V e di Mukashema Bernadette, la settima delle sue undici mogli. Seguì il padre, destituito da un colpo di Stato nel 1931, durante il suo esilio nel Congo belga. Lì studiò al Nyangezi College, dopo aver frequentato il Groupe Scolaire d'Astrida a Butare.
Deceduto il padre nel 1944, tornò in patria dove fu battezzato come cattolico col nome di Jean-Baptiste Ndahindurwa. Dal 1956 lavorò nell'amministrazione belga del territorio di Astrida, fino al 1958, e fu nominato sottocapo di Bufundu nel 1959.

### Regno
Deceduto il fratellastro maggiore, Mutara III, fu scelto come suo successore a 23 anni, il 28 luglio 1959. Il suo breve regno fu segnato da grande instabilità, a causa delle tensioni tra la maggioranza etnica degli Hutu e la minoranza dei Tutsi (a cui apparteneva egli stesso), che culminarono poco dopo la sua salita al trono, nel novembre 1959. In quel periodo cominciò da parte degli Hutu, spronati dall'autorità coloniale belga, la persecuzione dei Tutsi, che in parte lasciarono il paese per sfuggire alle crescenti violenze.

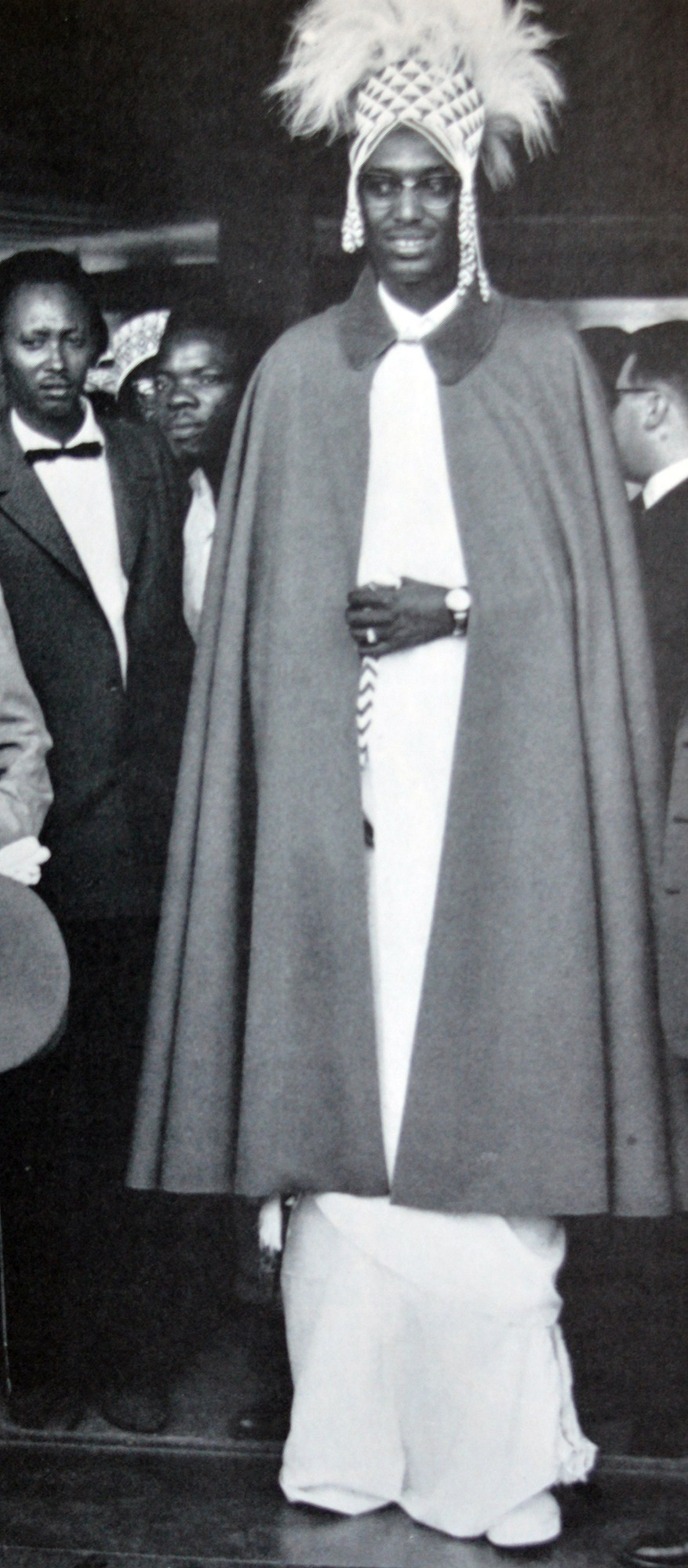
Kigeli V nel 1961. Era notevolmente alto, in quanto la sua statura era di 7 piedi e 2 pollici.

Di conseguenza Kigeli V si vide impegnato sin dall'inizio nella risoluzione dei conflitti interni del paese. Nel luglio 1960 partì dopo aver ottenuto asilo nella Repubblica Democratica del Congo. Sei mesi dopo, il 28 gennaio 1961, si trovava a Kinshasa per incontrare Dag Hammarskjöld, all'epoca segretario generale delle Nazioni Unite, quando ricevette la notizia che un colpo di Stato sostenuto dal governo belga aveva abbattuto la monarchia. Venne sostituito come capo di Stato da Dominique Mbonyumutwa. 

### Esilio
A settembre la monarchia venne ufficialmente abolita da un referendum e Kigeli V andò in esilio con un suo ex impiegato, Bonifacio Benzinge. Visse in Tanganica, a Dar es Salaam, fino al 1962. Dal 1963 al 1971 abitò in Kenya, a Nairobi, dal 1972 al 1978 in Uganda, a Kampala, e di nuovo a Nairobi dal 1979 al 1992, anno in cui ricevette asilo dagli Stati Uniti d'America.
Abitò nell'area metropolitana di Washington durante gli ultimi decenni della sua vita. Fu in questi anni che fondò l'organizzazione umanitaria King Kigeli V Foundation, per fornire aiuto ai rifugiati ruandesi.
Nel 1994, con la salita al governo del Fronte Patriottico Ruandese, al cui interno erano presenti dei Tutsi nostalgici della monarchia, iniziò a sperare di tornare in patria. Nel 1996 incontrò a Washington Paul Kagame, allora vicepresidente ruandese, che gli comunicò di poter rimpatriare con lo status di normale cittadino. Tuttavia, egli desiderava ritornare come re attraverso un referendum, perciò un suo viaggio in Ruanda non è mai avvenuto.

### Morte e funerale

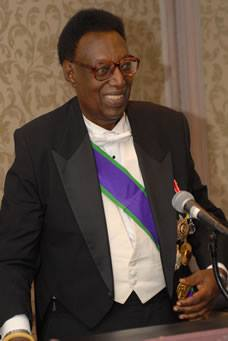
Kigeli V nel 2014

Nel 2016 morì all'età di 80 anni causa di un disturbo cardiaco. La salma venne trasferita in Ruanda dopo una disputa giudiziaria tra i parenti residenti negli Stati Uniti e quelli residenti nello stato africano.
Alla fine venne tumulato nel mausoleo di Mwima nel 2017, accanto al fratellastro Mutara III e alla cognata Rosalie Gicanda, dopo un funerale tenutosi presso il palazzo reale di Nyanza.

## Discendenza
Kigeli V, avendo vissuto in esilio, non si sposò mai, seguendo un'usanza tradizionale per cui il sovrano non deve contrarre matrimonio al di fuori del suo paese. Dopo la sua morte è stato rivelato che era padre di una figlia:
- Jacqueline Rwivanga, madre di cinque figli.[13]

## Titoli e trattamento
- 28 luglio 1959 - 28 gennaio 1961: Sua Maestà, il re del Ruanda
- 28 gennaio 1961 - 16 ottobre 2016: Sua Maestà, il re Kigeli V del Ruanda

## Ascendenza
|                      |   |             | Genitori |  |  | Nonni |  |  | Bisnonni             |  |  | Trisnonni          |  |
|                      |   |             |          |  |  |       |  |  | Mutara II del Ruanda |  |  | Yuhi IV del Ruanda |  |
|                      |   |             |          |  |  |       |  |  | Mutara II del Ruanda |  |  | Yuhi IV del Ruanda |  |
|                      |   | Nyiramavugo |          |  |  |       |  |  | Mutara II del Ruanda |  |  |                    |  |
| Kigeli IV del Ruanda |   |             |          |  |  |       |  |  | Mutara II del Ruanda |  |  |                    |  |
|                      |   | Nyirakigeri | Mitari   |  |  |       |  |  |                      |  |  |                    |  |
|                      |   | Nyirakigeri | Mitari   |  |  |       |  |  |                      |  |  |                    |  |
|                      |   | Nyirakigeri | …        |  |  |       |  |  |                      |  |  |                    |  |
| Yuhi V del Ruanda    |   | Nyirakigeri |          |  |  |       |  |  |                      |  |  |                    |  |
|                      |   | Rwakagara   | Gaga     |  |  |       |  |  |                      |  |  |                    |  |
|                      |   | Rwakagara   | Gaga     |  |  |       |  |  |                      |  |  |                    |  |
|                      |   | Rwakagara   | …        |  |  |       |  |  |                      |  |  |                    |  |
| Nyirayuhi            |   | Rwakagara   |          |  |  |       |  |  |                      |  |  |                    |  |
|                      |   | …           | …        |  |  |       |  |  |                      |  |  |                    |  |
|                      |   | …           | …        |  |  |       |  |  |                      |  |  |                    |  |
|                      |   | …           | …        |  |  |       |  |  |                      |  |  |                    |  |
| Kigeli V del Ruanda  |   | …           |          |  |  |       |  |  |                      |  |  |                    |  |
|                      | … | …           |          |  |  |       |  |  |                      |  |  |                    |  |
|                      | … | …           |          |  |  |       |  |  |                      |  |  |                    |  |
|                      | … | …           |          |  |  |       |  |  |                      |  |  |                    |  |
| …                    | … |             |          |  |  |       |  |  |                      |  |  |                    |  |
|                      |   | …           | …        |  |  |       |  |  |                      |  |  |                    |  |
|                      |   | …           | …        |  |  |       |  |  |                      |  |  |                    |  |
|                      |   | …           | …        |  |  |       |  |  |                      |  |  |                    |  |
| Mukashema Bernadette |   | …           |          |  |  |       |  |  |                      |  |  |                    |  |
|                      |   | …           | …        |  |  |       |  |  |                      |  |  |                    |  |
|                      |   | …           | …        |  |  |       |  |  |                      |  |  |                    |  |
|                      |   | …           | …        |  |  |       |  |  |                      |  |  |                    |  |
| …                    |   | …           |          |  |  |       |  |  |                      |  |  |                    |  |
|                      |   | …           | …        |  |  |       |  |  |                      |  |  |                    |  |
|                      |   | …           | …        |  |  |       |  |  |                      |  |  |                    |  |
|                      |   | …           | …        |  |  |       |  |  |                      |  |  |                    |  |
|                      |   | …           |          |  |  |       |  |  |                      |  |  |                    |  |